# Aubussargues
Aubussargues – miejscowość i gmina we Francji, w regionie Oksytania, w departamencie Gard.
Według danych na rok 1990 gminę zamieszkiwało 216 osób, a gęstość zaludnienia wynosiła 25 osób/km² (wśród 1545 gmin Langwedocji-Roussillon Aubussargues plasuje się na 696. miejscu pod względem liczby ludności, natomiast pod względem powierzchni na miejscu 822.).